# Џон Ратклиф
Џонатан Ли Ратклиф (енгл. John Lee Ratcliffe; Маунт Проспект, 20. октобар 1965) амерички је политичар и адвокат. Од 2025. обавља функцију директора Централне обавештајне агенције (ЦИА).

## Биографија
Рођен је 20. октобра 1965. у Маунт Проспекту. Родитељи су му просветни радници.
Након дипломирања, радио је као адвокат. Двапут узастопно је биран за градоначелника Хита, који се налази јужно од Даласа.